# 中国人民解放军山西省军区
中国人民解放军山西省军区，机关驻地山西省太原市，隶属中央军委国防动员部，管辖范围为山西省。

## 沿革

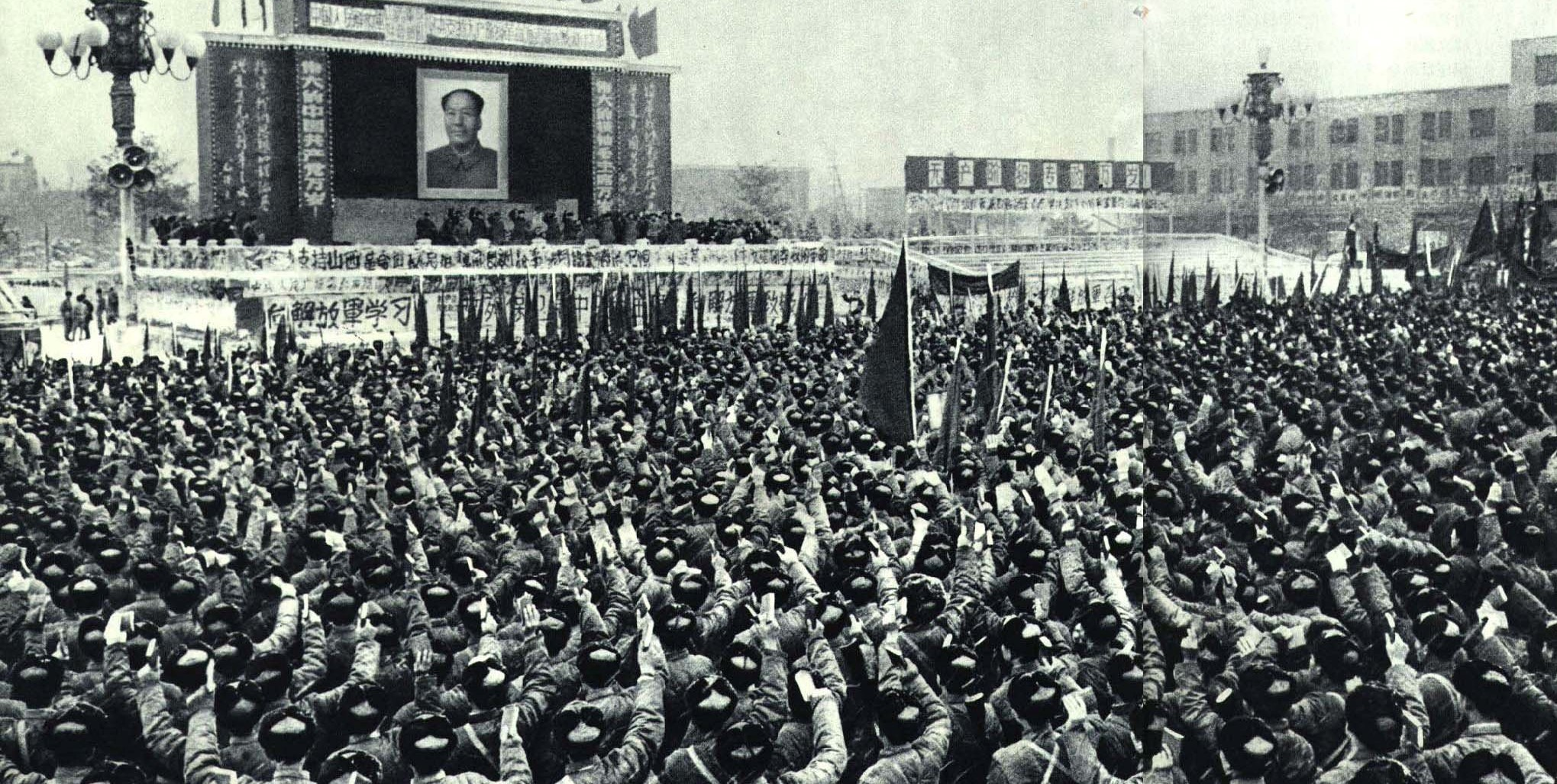
1967年的山西省军区

1949年9月1日，中共山西省委、山西省人民政府及中国人民解放军山西省军区举行成立大会。山西省军区隶属华北军区（1955年4月14日改为北京军区），由抗日战争时期成立的太行军区、太岳军区和第二次国共内战时期成立的晋中军区组成。后称山西军区。1960年4月复称山西省军区。
2016年1月，在深化国防和军队改革中，中央军委国防动员部成立，山西省军区转隶中央军委国防动员部。

## 编制
原来辖阳泉、晋城、长治、大同、朔州、忻州、临汾、运城、吕梁、晋中等10个军分区和太原警备区。

## 历任领导
| 司令员 - 程子华（1949年8月—1950年9月） - 萧文玖（1950年9月—1951年6月，代理） - 萧思明（1951年6月—1952年4月，代理） - 王紫峰 中将（1952年4月—1955年11月） - 萧新槐 中将（1956年1月—7月） - 王紫峰 中将（1956年7月—1961年12月） - 陈金钰 少将（1962年3月—1968年11月） - 谢振华（1968年11月—1975年1月，兼任） - 王扶之（1975年1月—1980年5月） - 耿淑明（1980年11月—1983年3月） - 张广有（1983年3月—1985年7月） - 于鸿礼 少将（1985年7月—1992年3月） - 董云海 少将（1992年3月—1996年8月） - 刘荫超 少将（1996年8月—2000年8月） - 段端武 少将（2000年8月—2003年6月） - 郑传福 少将（2003年6月—2005年12月） - 方文平 少将（2005年12月—2010年9月） - 刘云海 少将（2010年9月—2013年12月） - 冷杰松 少将（2013年12月—2016年8月） - 邹小平 少将（2017年—2018年8月） - 韩强 少将（2018年8月—2022年8月） - 邓玉恩 少将（2022年8月—2023年10月） - 田越 少将（2023年10月—） | 党委第一书记 （中共山西省委书记兼） | 政治委员 - 程子华（1949年10月—1950年9月，中共山西省委书记、军区司令员兼政治委员） - 赖若愚（1950年9月—1952年10月，中共山西省委书记兼军区政治委员） - 高克林（1952年10月—1953年8月，中共山西省委书记兼军区政治委员） - 陶鲁笳（1953年8月—1965年10月，中共山西省委书记兼军区政治委员） - 张日清（1960年3月—1971年4月，第二政治委员） - 卫恒（1965年10月—1967年1月，中共山西省委第一书记兼省军区第一政治委员） - 刘格平（1967年3月—1971年4月，山西省革委会主任、党的核心小组组长兼省军区第一政治委员） - 曹中南（1970年3月—1978年5月） - 刘世洪（1970年3月—1975年6月） - 李布德（1970年10月—1983年3月） - 刘炎田（1972年5月—1975年11月） - 郑效峰（1975年6月—1981年7月） - 王谦（1977年4月—1980年2月，中共山西省委第一书记兼省军区第一政治委员） - 王弼臣（1978年12月—1981年8月） - 霍士廉（1980年2月—1983年7月，中共山西省委第一书记兼省军区第一政治委员） - 李立功（1983年7月—1985年7月，中共山西省委书记兼省军区第一政治委员） - 罗敬辉 少将（1985年7月—1990年6月） - 曹丁 少将（1990年6月—1993年2月） - 张珍 少将（1993年2月—1994年4月） - 陈德毅 少将（1994年4月—2000年12月） - 郐万增 少将（2000年12月—2003年12月） - 李国辉 少将（2004年1月—2008年7月） - 张少华 少将（2008年7月—2015年3月） - 郭志刚 少将（2015年3月—2018年10月） - 魏文波 少将（2018年10月—2019年1月） - 沙成录 海军少将（2020年5月—2022年7月） - 徐宝龙 少将（2022年7月—） |

| 副司令员 - 萧文玖（1949年10月—1950年9月，第一副司令员） - 赵辉楼（1949年10月—1950年9月） - 曾保堂（1952年9月—1961年3月） - 刘致远（1953年2月—1955年2月，第一副司令员） - 苏鲁（1955年9月—1975年，无任职命令） - 黄光霞（1955年10月—1959年4月） - 陶国清（1955年10月—1959年4月） - 蔡爱卿（1957年5月—1963年5月） - 彭寿生（1957年6月—1964年5月） - 韩卫民（1960年7月—1964年5月） - 赵冠英（1960年9月—1970年6月） - 谢国仪（1961年4月—1967年5月） - 曹玉清（1962年2月—1967年5月） - 张一波（1965年2月—1970年6月） - 张纯德（1965年4月—1978年5月） - 王祥云（1968年8月—1978年5月） - 徐绍华（1969年12月—1978年5月，第一副司令员） - 李金时（1969年12月—1975年9月） - 秦永寿（1969年12月—1970年3月） - 袁涛（1970年1月—1981年5月） - 张照远（1971年1月—1981年1月） - 冯福林（1970年1月—1975年6月） - 曹西康（1970年3月—1977年9月） - 张一民（1970年6月—1980年12月） - 刘长希（1970年7月—1978年5月） - 耿淑明（1970年7月—1980年11月） - 冯森（1972年8月—1979年1月） - 赵冠英（1976年10月—1978年8月） - 程良相（1977年9月—1981年1月） - 毛维忠（1979年5月—1981年1月） - 焦玉文（1981年1月—1983年3月） - 张恒才（1981年1月—1985年7月） - 张纯德（1981年1月—1981年10月） - 李振华（1983年3月—1985年7月） - 贾玉珍（1983年3月—1985年7月） - 董云海（1985年7月—1989年7月） - 刘治忠 大校（1989年7月—1993年7月逝世） - 张法 少将（1990年6月—1999年） - 哈斯 少将（1992年10月—1997年） - 陈玉田 少将（1993年1月—1998年2月） - 王瑞琪 少将（1994年8月—1997年8月） - 王彭棠 少将（1997年8月—2000年12月） - 高富 少将（1999年8月—2002年2月） - 李朝智 少将（2000年2月—2003年6月） - 马景然 少将（2002年6月—2005年12月） - 高建国 少将（2004年2月—2006年11月） - 何永才 少将（2006年11月—2012年） - 姬亚夫 少将（2010年—2012年） - 张韧 少将（2011年—2012年） - 贠自博 少将（2013年—2015年3月） - 李毅 少将（2015年3月—） - 于占唐 少将（2015年—） - 邱月潮 少将（2018年—2019年） | 副政治委员 - 赖若愚（1949年10月—1950年9月） - 李佐玉（1956年6月—1978年5月） - 张平凯（1957年5月—1964年5月） - 刘绍文（1958年11月—1960年7月） - 王黎生（1960年7月—1964年5月） - 智生元（1961年4月—1969年12月） - 刘世洪（1964年4月—1970年3月） - 高世平（1966年3月—1970年6月） - 郭永彪（1966年7月—1970年6月） - 范普权（1968年2月—1968年9月） - 徐守恒（1968年12月—1978年5月） - 秦永寿（1970年3月—1978年5月） - 李玉如（1970年3月—1977年9月） - 白儒生（1970年6月—1978年5月） - 李峰（1970年12月—1981年1月） - 赵志云（1971年2月—1981年1月） - 武天明（1971年5月—1978年5月） - 毛鹏云（1972年8月—1981年1月） - 张广有（1972年11月—1978年5月） - 王庆祺（1975年8月—1981年1月） - 苏国柱（1978年5月—1983年3月） - 冀敬先（1979年4月—1981年1月） - 赵保华（1980年2月—1983年3月） - 李子高（1981年1月—1983年3月） - 李西恒（1981年1月—1983年3月） - 刘树春（1983年11月—1985年7月） - 董道圣（1985年7月—1988年6月） - 韩东弼 少将（1989年7月—1992年1月） - 汪潮海 少将（1991年7月—1994年6月） - 白玉明 少将（1993年—1999年9月） - 周开喜 少将（1994年6月—1996年8月） - 苏云 少将（1996年8月—1999年9月） - 孙连元 少将（1999年11月—2005年12月） - 谢玉久 少将（2005年9月—2010年） - 刁建业 少将（2005年12月—2010年） - 曾广超 少将（2011年—2012年） - 黄献军 少将（2011年—2012年） - 喻军 少将（2013年—2017年） - 苗爱民 少将（2015年—2015年9月） - 傅永国 少将（2017年—） |

| 参谋长 - 韩卫民（1954年6月—1959年4月） - 曹玉清（1959年4月—1962年2月） - 张一波（1962年2月—1965年2月） - 王祥云（1965年2月—1968年8月） - 袁涛（1968年8月—1970年10月） - 李之光（1970年10月—1978年5月） - 李惠（1978年5月—1981年1月） - 刘健（1981年1月—1983年3月） - 孟令春（1983年3月—1985年7月） - 梁惠生（1985年7月—1986年11月） - 刘荫超（1986年11月—1988年6月） - 舒国汉（1988年6月—1990年6月） - 王瑞琪（1990年6月—1992年3月） - 梁惠生 少将（1992年3月—1996年8月） - 高富 少将（1996年8月—1999年8月） - 马景然 少将（1999年8月—2002年2月） - 李东军 少将（2002年2月—2005年12月） - 姬亚夫 少将（2005年12月—2010年） - 蒋世欣 大校（2010年—2010年） - 张韧 少将（2011年—2012年，副司令员兼） - 赵冀鲁 大校（2012年—2012年） - 徐洪生 少将（2012年—2013年） - 吴国志 少将（2013年—2017年） 副参谋长 …… - 李国策（？—？） …… - 苏凤恒 大校（？—1998年） - 董增谦 大校（1996年—1998年） - 刘国义 大校（1999年—2003年） - 高建国 大校（1999年—2000年） - 孙润虎 大校（1999年—1999年，兼任） - 吴善才 大校（1999年—2000年，兼任） - 刘福生 大校（1999年—2000年，兼任） - 王双喜 大校（2000年—2004年，兼任） - 肖作通 大校（2001年—2006年） - 何子义 大校（2001年—2006年，兼任） - 朱健 大校（2001年—2008年，兼任） - 蒋世欣 大校（2005年—2010年） - 赵冀鲁 大校（2011年—2012年） - 车瑞金 大校（2011年—2012年） - 马新义 大校（2011年—2014年？） - 李国军 大校（2015年—） | 政治部主任 - 何辉（1949年9月—1951年5月） - 杨玉山（1951年5月—1954年4月） - 王黎生（1954年4月—1960年7月） - 刘世洪（1960年7月—1964年4月） - 高世平（1964年4月—1966年3月） - 洪达（1966年3月—1970年3月） - 李玉如（1970年3月—1970年5月） - 李子高（1970年5月—1978年5月） - 刘树春（1978年5月—1983年11月） - 郭如汾（1983年11月—1985年7月） - 白玉明（1985年7月—1988年3月） - 韩东弼（1988年6月—1989年7月） - 汪潮海（1990年6月—1991年7月） - 时连祥 大校（1991年7月—1993年2月） - 周开喜 少将（1993年2月—1994年4月） - 李德运 少将（1994年4月—2000年4月） - 王文宪 少将（2000年4月—2005年9月） - 谢玉久 少将（2005年9月—2008年3月，副政治委员兼） - 黄献军 少将（2008年3月—2012年，2011年起为副政治委员兼） - 李竞 少将（2012年—2014年） - 徐建勇 大校（2014年—2015年） - 傅永国 大校（2015年9月—2017年） 政治部副主任 …… - 刘世洪（？—1960年7月） - 高世平（？—1964年4月） - 张益三（？—？） - 兰敏（？—？） - 李峰（？—1970年） …… - 刘建新（？—1990年） - 谢彬 大校（？—1998年） - 边秀堂 大校（1993年—） - 张常青 大校（1994年—1999年） - 于成美 大校（1998年—1999年） - 陆兴昌 大校（1999年—1999年） - 李祥德 大校（1999年—2004年） - 饶国顺 大校（1999年—2000年，兼任） - 张瑞林 大校（1999年—2000年，兼任） - 杨恩章 大校（1999年—2000年，兼任） - 王润生 大校（2000年—2002年） - 吴刚 大校（2000年—2001年，兼任） - 寇卫国 大校（2001年—2004年，兼任） - 周宝莹 大校（2001年—2002年，兼任） - 张瑞祥 大校（2002年—2010年） - 巨勉志 大校（2002年—2006年，兼任） - 朱玉武 大校（2003年—2005年，兼任） - 李胜军 大校（2005年—2007年） - 叶青 大校（2008年—2012年，山西陆军预备役步兵第八十三师政治委员兼） - 董江 大校（2009年—2013年） - 葛中兴 大校（2011年—2014年） - 巩保成 大校（2014年—） |

| 后勤部部长 - 谢方祠（1949年12月—1950年12月） - 张金（1950年12月—1952年7月） - 肖茂山（1952年7月—1954年5月） - 李勋芳（1954年5月—1958年1月） - 曾传桴（1958年1月—1969年7月） - 杨克（1969年7月—1978年11月） - 宋春山（1978年11月—1981年8月） - 杨鸿瑞（1981年8月—1985年7月） - 刘治忠 大校（1985年7月—1992年10月） - 刘青山 大校（1992年10月—1998年9月） - 韩连厚 大校（1998年9月—2004年6月） - 马彦和 大校（2004年6月—2010年） - 谢新宁 大校（2010年—） 后勤部副部长 …… - 刘治忠（？—1985年7月） - 刘青山（？—1992年10月） - 韩连厚 大校（1993年—1998年9月） - 马彦和 大校（1998年—2004年6月） - 万永胜 大校（2001年—2005年） - 郭继祥 大校（2004年—2007年） - 谢新宁 大校（2004年—2010年） - 杨金城 大校（2005年—2006年） - 师家芳 大校（2005年—2007年） - 林保江 大校（2008年—2014年？） - 于舰钢 大校（2008年—） - 郑泰山 大校（2009年—） | 后勤部政治委员 - 陆秀轩（1949年12月—1950年12月） - 席绍先（1950年12月—1954年5月） - 杨立耕（1954年5月—1955年2月） - 储约章（1955年2月—1957年7月） - 肖大鹏（1957年7月—1960年5月） - 岳强明（1960年5月—1965年7月） - 范长增（1966年3月—1970年2月） - 杜保杰（1970年2月—1975年8月） - 项锷（1975年8月—1978年11月） - 刘明溪（1978年11月—1981年8月） - 郑安福（1981年8月—1983年4月） - 冯士玺（1983年4月—1986年5月） |

纪律检查委员会书记
……
- 喻军（2017年—2017年，副政治委员兼）[30]
- 傅永国（2017年—，副政治委员兼）[23]

纪律检查委员会副书记
- 胡德玉（1985年8月—1994年12月）